# Христо Тодоров (политик)
Вижте пояснителната страница за други личности с името Христо Тодоров.
Христо Тодоров е български юрист и политик от Прогресивнолибералната партия.

## Биография
Тодоров е роден през 1860 година в Шумен. Завършва Робърт колеж в Цариград, след което е учител по френски в Шумен, от 1884 до 1886 година учи право в Женева и Париж. От 1887 до 1890 година е съдия и прокурор в Шумен, а от 1892 до 1900 година – председател на читалището в града.
От 10 април 1894 до 12 юли 1899 г. е кмет на гр. Шумен.
Народен представител от 1896 година, Христо Тодоров става министър на народното просвещение в първото и министър на правосъдието във второто и третото правителство на Стоян Данев (1902 – 1903). През 1912 – 1913 година той е министър на търговията, промишлеността и труда в правителството на Иван Евстратиев Гешов.
През 1923 година Тодоров е обвинен за политическата си дейност от Народното събрание и е изпратен в затвора от земеделското правителство на Александър Стамболийски, но след Деветоюнския преврат е освободен.
Умира през 1927 година в Шумен.